# EUROMIL
EUROMIL (European Organisation of Military Associations and Trade Unions) ist eine politisch unabhängige Dachorganisation für 34 militärische Verbände und Gewerkschaften aus 22 europäischen Ländern. Die Organisation wurde 1972 gegründet und hat ihren Sitz in Brüssel.
Der Deutsche Bundeswehrverband war als Gründungsmitglied maßgeblich an der Entstehung von EUROMIL beteiligt.

## Ziele
EUROMIL ist ein Forum für Kooperation und Austausch zwischen militärischen Berufsverbänden und vertritt auf europäischer Ebene rund 500.000 Militärangehörige. EUROMIL setzt sich für die Sicherung und Weiterentwicklung von Menschenrechten, Grundfreiheiten und berufs- sowie gesellschaftspolitischen Interessen von Militärangehörigen aller Ränge und ihren Familien ein. Hierbei ist das Konzept des „Bürgers in Uniform“ zentral. Als solchem stehen einem Soldaten die gleichen Rechte und Pflichten wie jedem anderen Bürger zu. Insbesondere setzt sich EUROMIL dabei für die Anerkennung des Rechts auf Vereinigungsfreiheit für Soldaten ein. Ihnen sollte es zustehen, Gewerkschaften zu bilden, ihnen beizutreten und sich aktiv an ihnen – auch in Form von regelmäßigen Sozialdialogen mit den Behörden – zu beteiligen.